# Catedral basílica de San Quirico y Santa Julieta (Nevers)
La basílica catedral de San Quirico y Santa Julita o simplemente Catedral de Nevers (en francés: Basilique-Cathédrale Saint-Cyr-et-Sainte-Juliette) es una catedral católica, dedicada a los santos mártires Quirico y su madre Julita, que constituye un monumento nacional de Francia, está situada en la ciudad de Nevers. Es la sede del obispo de Nevers.
La catedral actual es una combinación de dos edificios, y posee dos ábsides. El ábside y el crucero en el extremo oeste son los restos de una iglesia románica, mientras que la nave y el ábside oriental son de estilo gótico y pertenecen al siglo XIV. No hay transepto en el extremo oriental. El portal lateral del lado sur pertenece a finales del siglo XV; La torre masiva y elaboradamente decorada que se levanta a su lado a principios del siglo XVI. Ha sido destruida 2 veces antes, y más tarde reparada.

## Véase también

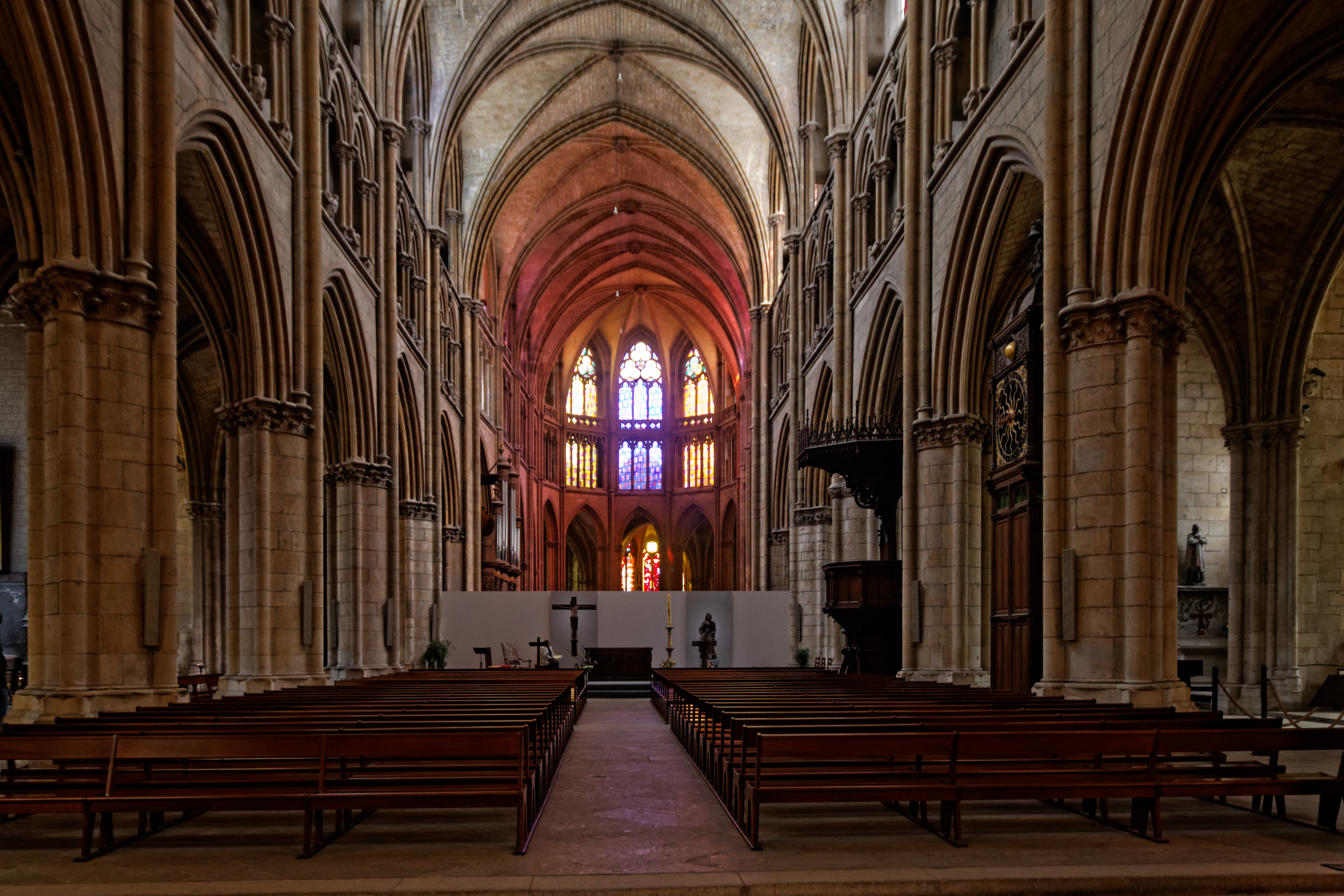
Vista interna